# Volo Ozark Air Lines 809
Il volo Ozark Air Lines 809 era un volo di linea regolare partito da Nashville, nel Tennessee, a Saint Louis, Missouri, con quattro fermate intermedie. Il 23 luglio 1973, durante l'atterraggio all'aeroporto internazionale di St. Louis, si schiantò uccidendo 38 delle 44 persone a bordo. Come causa è stata citata una forte corrente discendente, associata a un temporale nelle vicinanze.

## Dinamica dell'incidente
Il 23 luglio 1973, il volo Ozark Air Lines 809 fu operato da uno dei Fairchild-Hiller FH-227 della compagnia, codice di registrazione N4215. Il volo doveva andare da Nashville a Saint Louis con quattro fermate intermedie a Clarksville, Paducah, Cape Girardeau e Marion. Le tratte verso Clarksville, Paducah, Cape Girardeau e Marion procedettero normalmente.
Mentre durante le soste il tempo era sereno, diverse persone che avevano parenti o amici imbarcatisi sul volo a Marion riferirono che il cielo "non aveva un bell'aspetto". Il volo partì da Marion alle 17.05 in rotta verso Saint Louis.
Alle 17:26 il volo arrivò nelle vicinanze di Saint Louis. La visibilità nell'area era stata segnalata come ridotta. Il volo continuò e subito dopo i piloti segnalarono una pompa del carburante guasta alla compagnia di manutenzione.
Alle 17:32 il volo entrò in un'area di cellule temporalesche intorno all'aeroporto internazionale di Saint Louis. Il pilota disse ai passeggeri che si stavano avvicinando in un'area di turbolenza. Alle 17.42 il controllore riferì al volo 809 che i temporali stavano passando a sud della pista, direttamente sulla traiettoria del volo 809. Questa fu l'ultima trasmissione diretta al Fairchild. L'aereo si schiantò 2 miglia (3,2 km) prima della pista, in un burrone boscoso vicino a una zona residenziale di Normandy, vicino alla Saint Louis University. Ci sono state segnalazioni di un tornado vicino a Ladue vicino al luogo dell'incidente, ma il servizio meteorologico non lo confermò.

## L'indagine
Il volo si era schiantato direttamente nel percorso di avvicinamento all'aeroporto internazionale di Saint Louis. Era sceso sotto il pendio di discesa, schiantandosi prima della pista. Dei testimoni presenti nella zona videro il volo 809 "salire improvvisamente a 400 o 500 piedi" (tra 122 e 152 m) per poi scendere rapidamente a 200 piedi" (61 m), dopodiché è stato colpito da un fulmine. È stato riferito che l'aereo ha eseguito diverse "manovre evasive" prima di schiantarsi contro gli alberi. Tutti i testimoni raccontarono che al momento dell'incidente era piovuto molto.
Un volo della Trans World Airlines atterrato poco prima del volo 809 riferì di essere rimasto intrappolato in una forte corrente ascensionale e di essere stato costretto a eseguire un mancato avvicinamento anziché un atterraggio.
Sia il comandante che il primo ufficiale sopravvissero all'incidente. Sebbene il primo ufficiale non ricordasse nulla dell'incidente, il comandante riferì di aver visto la grandine colpire l'aereo, di aver tirato la barra di comando e di aver visto del fuoco dopo l'impatto.
L'aereo si ruppe in più pezzi dopo l'impatto; l'area del cockpit era libera dai rottami più grandi. Quattro passeggeri furono sbalzati via all'impatto, sopravvivendo tutti. Il resto della fusoliera si distrusse e tutti gli altri 38 occupanti in questa zona morirono.
Non sono stati segnalati altri difetti meccanici oltre la pompa del carburante non funzionante. Si scoprì che l'aereo era in assetto con il muso in alto al momento dell'impatto.
Il controllore di avvicinamento indirizzò il volo 809 sulla pista 30L. Sebbene l'equipaggio sapesse che c'erano dei temporali nelle vicinanze dell'aeroporto, la mancanza di urgenza da parte del controllore indusse i piloti a credere di poter atterrare prima del peggioramento delle condizioni meteorologiche.
Nell'attraversare la tempesta, i forti venti nella cellula temporalesca portarono gli investigatori a credere che una forte corrente discendente avesse spinto l'aereo sotto il sentiero di discesa. Le azioni evasive dell'equipaggio si rivelarono insufficienti ad evitare che il loro aereo colpisse il suolo.
Le principali domande degli investigatori erano: perché il controllore non aveva indicato al volo la gravità della tempesta e perché, una volta che il volo 809 era venuto a conoscenza della tempesta, non avevano chiesto un sentiero diverso verso l'aeroporto per evitarla.

## La causa
Il National Transportation Safety Board concluse che l'incidente era stato causato dall'incontro dell'aereo con una forte corrente discendente durante l'avvicinamento e dalla decisione del comandante di continuare il volo in un'area nota per la forte tempesta. La sua decisione è stata influenzata dalla mancanza di un avviso tempestivo sulla tempesta da parte del servizio meteorologico e dalla valutazione impropria delle condizioni da parte del centralinista.